# Odenwald
Odenwald (en español Selva de Oden) es un macizo montañoso en el suroeste de Alemania.

## Etimología
No se conoce el origen del topónimo Odenwald. Tampoco se sabe qué nombre le daban los romanos. Por otro lado, en esta región había una unidad administrativa llamada Civitas Auderiensium. Al norte estaba la Civitas Taunensium con referencia evidente a la cordillera del Taunus en el nombre. Por lo tanto, una posibilidad es que la palabra Auderiensium se refiere también a la montaña y que "Aude-" haya derivado en "Ode-". La palabra alemana Wald significa bosque. Otra teoría afirma que hace referencia al dios germánico Odín.